# Sønder Løgum Sogn
Sønder Løgum Sogn (på tysk Kirchspiel Süderlügum) er et sogn i det nordlige Sydslesvig, tidligere i Kær Herred (Tønder Amt), nu kommunerne Ellehoved og Sønder Løgum i Nordfrislands Kreds i delstaten Slesvig-Holsten. 
I Sønder Løgum Sogn findes flg. stednavne:
- Bøvlund (Böglum)
- Ellehoved (Ellhöft)
- Gulum
- Nyland
- Sønder Løgum (Süderlügum)
- Struksbøl (Struxbüll)
- Ullumbjerg
- Vimmersbøl (Wimmersbüll)[1]
- Vindtved (ved grænsen til Danmark, Windtwedt)